# پل نمکی (پروتئین و ابرمولکول)

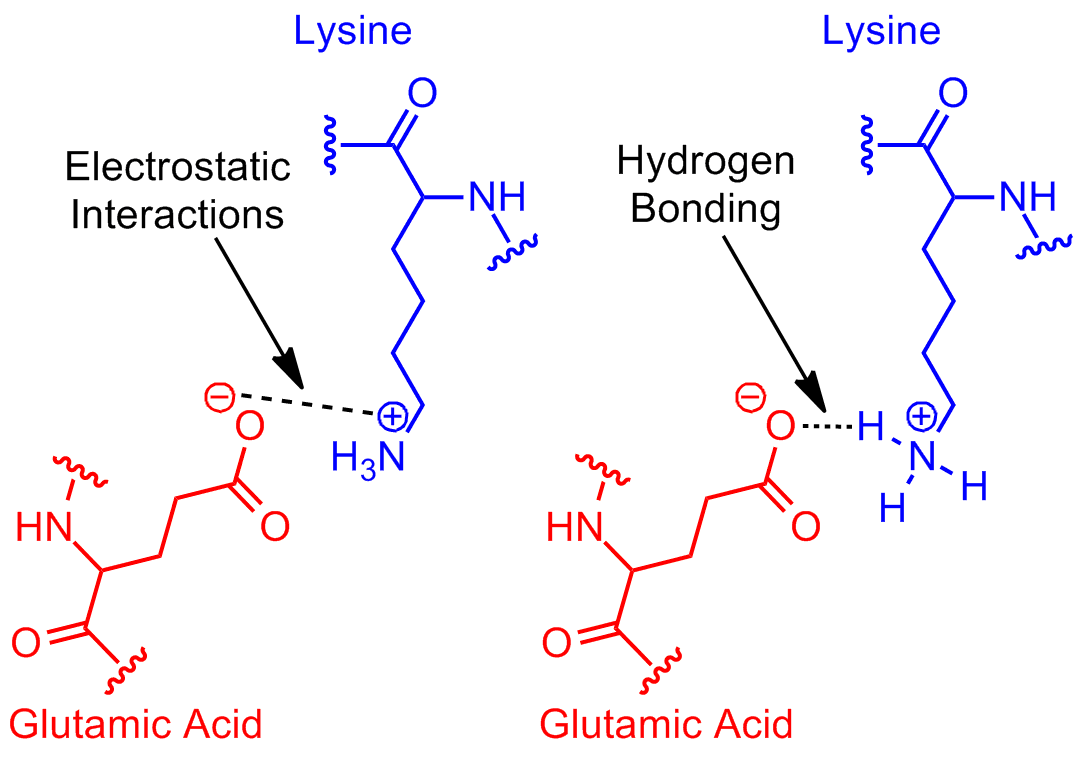
نمونه ای از پل نمکی بین آمینواسیدهای گلوتامیک اسید و لیزین که برهمکنش الکترواستاتیکی و پیوند هیدروژنی را نشان می‌دهد.

در شیمی، پل نمکی ترکیبی از دو برهمکنش غیرکووالانسی یعنی پیوند هیدروژنی و پیوند یونی است. جفت شدن یون یکی از مهم‌ترین نیروهای غیرکووالانسی در شیمی، سامانه‌های زیستی، مواد مختلف و در بسیاری از کاربردها مانند کروماتوگرافی جفت یونی است. اگرچه برهمکنش‌های غیرکووالانسی به عنوان برهمکنش‌های نسبتاً ضعیف شناخته شده‌اند، برهمکنش‌های تثبیت‌کننده کوچک می‌توانند نقش مهمی در پایداری کلی یک صورتبندی داشته باشند. پل‌های نمکی نه تنها در پروتئین‌ها یافت می‌شوند، بلکه می‌توان آن‌ها را در شیمی ترکیبات ابرمولکولی نیز یافت.